# Anolis chamaeleonides
Anolis chamaeleonides (короткобородий аноліс) — вид ігуаноподібних ящірок родини анолісових (Dactyloidae). Ендемік Куби.

## Поширення і екологія
Короткобороді аноліси мешкають на Кубі та на сусідньому острові Ісла-де-ла-Хувентуд. Вони живуть у вологих широколистяних лісах, трапляються на плантаціях. Живляться дрібними безхребетними. Відкладають яйця.